# Uniwersytet Acadia
Uniwersytet Acadia – założony w 1838 roku, publiczny uniwersytet, położony w Wolfville, w Nowej Szkocji, w Kanadzie. Kanclerzem uczelni jest Arthur Irving, natomiast prezydentem Gail Dinter-Gottlieb. 76 studentów uczelni zdobyło pierwszy stopień akademicki. Kolory uczelni to granatowy i niebieski.